# 立花鑑寛
立花 鑑寛（たちばな あきとも）は、筑後国柳河藩の第12代（公式第11代、最後）の藩主。
第8代藩主・立花鑑寿の次男である一門家立花右京家の立花寿俶の子。母は立花通厚の娘。

## 生涯
1829年（文政12年）6月23日、柳河にて生まれる。はじめ立花監物家当主・立花主悦の婿養子となって次郎と通称を改めたが、1845年（弘化2年）に第11代藩主・立花鑑備の養嗣子となった。そして翌年、鑑備の死により6月22日に家督を継いだ。
1853年（嘉永6年）、ペリーが浦賀に来航すると深川沿岸の警備を任された。同年7月、ロシア船が長崎に到着すると、今度は長崎の守備を命じられる。その後も上総国沿岸などの守備を担当した。家老に立花壱岐を抜擢し、藩政改革を行なう。鑑寛は財政再建と軍備増強を主軸とした藩政改革を行ない、産業奨励のために物産会所を設置する。さらに藩札を大量に発行して、領内の商人にこの藩札で産物を買い付けさせた上で長崎に送って販売し、その交易利潤をもって藩に納めさせる制度をとった。軍事においては洋式銃の導入などに努め、行政においても評定所を設けるなど、一定の改革の成功を収めている。第1次・第2次長州征伐にも幕府方として参戦している。
1868年（慶応4年）の戊辰戦争では新政府側に与し、会津若松まで転戦した。
このことが評されて1869年（明治2年）には賞典禄5000石を下賜される。同年、版籍奉還を行なって知藩事となる。1871年（明治4年）の廃藩置県に伴う新政府の命により、柳河を去って東京に移住する。
1872年（明治5年）には柳川城が焼失したが、これは立花家伝来の宝物を新政府に没収されるのを避けるための措置であったと伝えられる。1874年（明治7年）に隠居。次男の寛治が襲爵した。1909年（明治42年）1月24日、東京にて81歳で死去した。

## 官職および位階等の履歴
- 弘化4年（1847年）：四品
- 嘉永6年（1853年）：従四位下侍従
- 文久元年（1861年）：従四位下少将

## 系譜
- 父：立花寿俶（1801年 - 1831年）
- 母：立花通厚の娘
- 養父：立花通玄
- 養父：立花鑑備（1827年 - 1846年）
- 正室：純子（1821年 - 1906年）、松齢院 - 徳川斉匡の十六女
- 側室：静 - 関氏
  - 長男：立花鑑良（? - 1873年）
- 側室：千恵
  - 次男：立花寛治（1857年 - 1929年）
  - 三男：立花寛正（1859年 - 1939年） - 立花中務の養子
- 側室：須磨 - 山田氏
  - 四男：立花寛篤（1873年 - 1947年）
  - 女子：清(清子) - 細川興生夫人（1875年 - 1945年）
  - 女子：春(春子) - 西高辻信稚夫人（1882年 - 1948年）
- 側室：ゑ川
  - 女子：敏姫(敏) - 立花守雄夫人（1866年 - 1957年）